# 明朝君主列表
本表列出明朝时期各政权君主：包含追尊未实际统治的君主，及不被广泛承认的君主；亦包括明朝灭亡后，其皇族与官员南迁后所建立的，统称南明的各政权君主。

## 明
| 肖像                                                              | 庙号                                                      | 谥号                                                      | 名讳                      | 在世时间                                    | 年号                           | 在位时间                                   | 陵寝     |
| ----------------------------------------------------------------- | --------------------------------------------------------- | --------------------------------------------------------- | ------------------------- | ------------------------------------------- | ------------------------------ | ------------------------------------------ | -------- |
| －                                                                | 德祖 （太祖朱元璋追尊）                                   | 玄皇帝（太祖朱元璋追谥）                                  | 朱百六                    | 不详                                        | －                             | －                                         | 祖陵     |
| －                                                                | 懿祖 （太祖朱元璋追尊）                                   | 恒皇帝（太祖朱元璋追谥）                                  | 朱四九                    | 不详                                        | －                             | －                                         | 祖陵     |
| －                                                                | 熙祖 （太祖朱元璋追尊）                                   | 裕皇帝（太祖朱元璋追谥）                                  | 朱初一                    | 不详                                        | －                             | －                                         | 祖陵     |
| －                                                                | 仁祖 （太祖朱元璋追尊）                                   | 淳皇帝（太祖朱元璋追谥）                                  | 朱世珍 （原名五四）       | 1283年－1344年                              | －                             | －                                         | 皇陵     |
|                                                                   | 太祖                                                      | 欽明啟運俊德成功統天大孝高皇帝 （惠帝朱允炆谥）           | 朱元璋 （原名重八、兴宗） | 1328年10月21日－1398年6月24日 （69岁246天） | 洪武                           | 1368年1月23日－1398年6月24日 （30年152天） | 孝陵     |
| 聖神文武欽明啓運俊德成功統天大孝高皇帝 （成祖朱棣累谥）           | 太祖                                                      |                                                           | 朱元璋 （原名重八、兴宗） | 1328年10月21日－1398年6月24日 （69岁246天） | 洪武                           | 1368年1月23日－1398年6月24日 （30年152天） | 孝陵     |
| 开天行道肇纪立极大圣至神仁文义武俊德成功高皇帝 （世宗朱厚熜累谥） | 太祖                                                      |                                                           | 朱元璋 （原名重八、兴宗） | 1328年10月21日－1398年6月24日 （69岁246天） | 洪武                           | 1368年1月23日－1398年6月24日 （30年152天） | 孝陵     |
| －                                                                | －                                                        | 懿文皇太子（太祖朱元璋谥）                                | 朱标                      | 1355年10月10日－1392年5月17日 （36岁220天） | －                             | －                                         | 东陵     |
| －                                                                | 兴宗 （惠帝朱允炆追尊）                                   | 孝康皇帝（惠帝朱允炆追谥）                                | 朱标                      | 1355年10月10日－1392年5月17日 （36岁220天） | －                             | －                                         | 东陵     |
| －                                                                | － （成祖朱棣去庙号）                                     | 懿文皇太子（成祖朱棣复谥）                                | 朱标                      | 1355年10月10日－1392年5月17日 （36岁220天） | －                             | －                                         | 东陵     |
| －                                                                | 兴宗 （安宗朱由崧追复庙号）                               | 孝康皇帝（安宗朱由崧追复谥）                              | 朱标                      | 1355年10月10日－1392年5月17日 （36岁220天） | －                             | －                                         | 东陵     |
|                                                                   | 惠宗 （安宗朱由崧追尊）                                   | 嗣天章道诚懿渊功观文扬武克仁笃孝让皇帝 （安宗朱由崧追谥） | 朱允炆                    | 1377年－？                                  | 建文（被成祖撤销，至神宗恢复） | 1398年6月30日－1402年7月13日 （4年13天）   | （失踪） |
| －                                                                | 恭闵惠皇帝 （清高宗弘历追谥）                             |                                                           | 朱允炆                    | 1377年－？                                  | 建文（被成祖撤销，至神宗恢复） | 1398年6月30日－1402年7月13日 （4年13天）   | （失踪） |
|                                                                   | 太宗                                                      | 体天弘道高明广运圣武神功纯仁至孝文皇帝                    | 朱棣                      | 1360年5月2日－1424年8月12日 （64岁102天）   | 永乐                           | 1402年7月17日－1424年8月12日 （22年26天）  | 长陵     |
| 成祖 （世宗朱厚熜改庙号）                                         | 启天弘道高明肇运圣武神功纯仁至孝文皇帝 （世宗朱厚熜改谥） |                                                           | 朱棣                      | 1360年5月2日－1424年8月12日 （64岁102天）   | 永乐                           | 1402年7月17日－1424年8月12日 （22年26天）  | 长陵     |
|                                                                   | 仁宗                                                      | 敬天體道純誠至德弘文欽武章聖達孝昭皇帝                    | 朱高炽                    | 1378年8月16日－1425年5月29日 （46岁286天）  | 洪熙                           | 1424年8月12日－1425年5月29日 （290天）     | 献陵     |
|                                                                   | 宣宗                                                      | 憲天崇道英明神聖欽文昭武寬仁純孝章皇帝                    | 朱瞻基                    | 1399年3月16日－1435年1月31日 （35岁321天）  | 宣德                           | 1425年5月29日－1435年1月31日 （9年247天）  | 景陵     |
|                                                                   | 英宗                                                      | 法天立道仁明誠敬昭文憲武至德廣孝睿皇帝                    | 朱祁鎮                    | 1427年11月29日－1464年2月23日 （36岁86天）  | 正統                           | 1435年1月31日－1449年9月22日 （14年234天） | 裕陵     |
|                                                                   | －                                                        | 郕戾王（英宗朱祁镇谥）                                    | 朱祁鈺                    | 1428年9月21日－1457年3月14日 （28岁174天）  | 景泰                           | 1449年9月22日－1457年2月24日 （7年155天）  | 景泰陵   |
| －                                                                | 恭仁康定景皇帝 （憲宗朱见深追谥）                         |                                                           | 朱祁鈺                    | 1428年9月21日－1457年3月14日 （28岁174天）  | 景泰                           | 1449年9月22日－1457年2月24日 （7年155天）  | 景泰陵   |
| 代宗 （安宗朱由崧追尊）                                           | 符天建道恭仁康定隆文布武显德崇孝景皇帝 （安宗朱由崧追谥） |                                                           | 朱祁鈺                    | 1428年9月21日－1457年3月14日 （28岁174天）  | 景泰                           | 1449年9月22日－1457年2月24日 （7年155天）  | 景泰陵   |
|                                                                   | 英宗                                                      | 法天立道仁明誠敬昭文憲武至德廣孝睿皇帝                    | 朱祁镇 （复辟）           | 1427年11月29日－1464年2月23日 （36岁86天）  | 天顺                           | 1457年2月11日－1464年2月23日 （7年12天）   | 裕陵     |
|                                                                   | 憲宗                                                      | 繼天凝道誠明仁敬崇文肅武宏德聖孝純皇帝                    | 朱见濡 （原名见深）       | 1447年12月9日－1487年9月9日 （39岁274天）   | 成化                           | 1464年2月23日－1487年9月9日 （23年198天）  | 茂陵     |
|                                                                   | 孝宗                                                      | 建天明道誠純中正聖文神武至仁大德敬皇帝                    | 朱祐樘                    | 1470年7月30日－1505年6月8日 （34岁313天）   | 弘治                           | 1487年9月9日－1505年6月8日 （17年272天）   | 泰陵     |
|                                                                   | 武宗                                                      | 承天達道英肅睿哲昭德顯功弘文思孝毅皇帝                    | 朱厚照                    | 1491年10月26日－1521年4月20日 （29岁176天） | 正德                           | 1505年6月8日－1521年4月20日 （15年316天）  | 康陵     |
|                                                                   | －                                                        | 兴献王（武宗朱厚照谥）                                    | 朱祐杬                    | 1476年7月22日－1519年7月13日 （42岁356天）  | －                             | －                                         | 显陵     |
| －                                                                | 恭睿渊仁宽穆纯圣献皇帝 （世宗朱厚熜追谥）                 |                                                           | 朱祐杬                    | 1476年7月22日－1519年7月13日 （42岁356天）  | －                             | －                                         | 显陵     |
| 睿宗 （世宗朱厚熜追尊）                                           | 知天守道洪德渊仁宽穆纯圣恭简敬文献皇帝 （世宗朱厚熜累谥） |                                                           | 朱祐杬                    | 1476年7月22日－1519年7月13日 （42岁356天）  | －                             | －                                         | 显陵     |
|                                                                   | 世宗                                                      | 欽天履道英毅神聖宣文廣武洪仁大孝肅皇帝                    | 朱厚熜                    | 1507年9月16日－1567年1月23日 （59岁129天）  | 嘉靖                           | 1521年5月27日－1567年1月23日 （45年241天） | 永陵     |
|                                                                   | 穆宗                                                      | 契天隆道淵懿寬仁顯文光武純德弘孝莊皇帝                    | 朱载坖                    | 1537年3月4日－1572年7月5日 （35岁123天）    | 隆庆                           | 1567年1月23日－1572年7月5日 （5年164天）   | 昭陵     |
|                                                                   | 神宗                                                      | 範天合道哲肅敦簡光文章武安仁止孝顯皇帝                    | 朱翊鈞                    | 1563年9月4日－1620年8月18日 （56岁349天）   | 万历                           | 1572年7月5日－1620年8月18日 （48年44天）   | 定陵     |
|                                                                   | 光宗                                                      | 崇天契道英睿恭純憲文景武淵仁懿孝貞皇帝                    | 朱常洛                    | 1582年8月28日－1620年9月26日 （38岁29天）   | 泰昌                           | 1620年8月28日－1620年9月26日 （29天）      | 庆陵     |
|                                                                   | 熹宗                                                      | 达天阐道敦孝笃友章文襄武靖穆庄勤悊皇帝                    | 朱由校                    | 1605年12月23日－1627年9月30日 （21岁281天） | 天启                           | 1620年9月26日－1627年9月30日 （7年4天）    | 德陵     |
|                                                                   | 思宗 （安宗朱由崧尊上庙号）                               | 绍天绎道刚明恪俭揆文奋武敦仁懋孝烈皇帝 （安宗朱由崧谥）   | 朱由檢                    | 1611年2月6日－1644年4月25日 （33岁79天）    | 崇祯                           | 1627年10月2日－1644年4月25日 （16年206天） | 思陵     |
| 毅宗 （安宗朱由崧改上庙号）                                       |                                                           | 绍天绎道刚明恪俭揆文奋武敦仁懋孝烈皇帝 （安宗朱由崧谥）   | 朱由檢                    | 1611年2月6日－1644年4月25日 （33岁79天）    | 崇祯                           | 1627年10月2日－1644年4月25日 （16年206天） | 思陵     |
| 威宗 （紹宗朱聿键改上庙号）                                       |                                                           | 绍天绎道刚明恪俭揆文奋武敦仁懋孝烈皇帝 （安宗朱由崧谥）   | 朱由檢                    | 1611年2月6日－1644年4月25日 （33岁79天）    | 崇祯                           | 1627年10月2日－1644年4月25日 （16年206天） | 思陵     |
| 怀宗 （顺治元年清朝尊）                                           | 钦天守道敏毅敦俭弘文襄武体仁致孝端皇帝 （顺治元年清朝谥） |                                                           | 朱由檢                    | 1611年2月6日－1644年4月25日 （33岁79天）    | 崇祯                           | 1627年10月2日－1644年4月25日 （16年206天） | 思陵     |
| －                                                                | 庄烈愍皇帝 （清世祖福臨谥）                               |                                                           | 朱由檢                    | 1611年2月6日－1644年4月25日 （33岁79天）    | 崇祯                           | 1627年10月2日－1644年4月25日 （16年206天） | 思陵     |
| －                                                                | －                                                        | 献愍皇太子（安宗朱由崧追谥）                              | 朱慈烺                    | 1629年2月26日－1644年6月 （约15岁96天）     | －                             | －                                         | －       |
| －                                                                | －                                                        | 悼皇帝（鲁王朱以海监国时追谥）                            | 朱慈烺                    | 1629年2月26日－1644年6月 （约15岁96天）     | －                             | －                                         | －       |

## 南明
| 肖像                              | 庙号                                                            | 谥号                                                            | 名讳                 | 在世时间                                   | 年号     | 在位时间                                                                                    | 陵寝     |
| 福王政权                          | 福王政权                                                        | 福王政权                                                        | 福王政权             | 福王政权                                   | 福王政权 | 福王政权                                                                                    | 福王政权 |
| --------------------------------- | --------------------------------------------------------------- | --------------------------------------------------------------- | -------------------- | ------------------------------------------ | -------- | ------------------------------------------------------------------------------------------- | -------- |
|                                   | －                                                              | 福忠王，又作福恭王 （崇祯帝朱由检谥）                           | 朱常洵               | 1586年2月22日－1641年3月2日 （55岁8天）    | －       | －                                                                                          | 熙陵     |
| －                                | 贞纯肃哲圣敬仁毅恭皇帝 （南明弘光帝朱由崧追谥）                 |                                                                 | 朱常洵               | 1586年2月22日－1641年3月2日 （55岁8天）    | －       | －                                                                                          | 熙陵     |
| －                                | 贞纯肃哲圣敬仁毅孝皇帝 （南明弘光帝朱由崧改谥）                 |                                                                 | 朱常洵               | 1586年2月22日－1641年3月2日 （55岁8天）    | －       | －                                                                                          | 熙陵     |
| 恭宗 （南明永历帝朱由榔追尊）     | 慕天敷道贞纯肃哲修文显武圣敬仁毅孝皇帝 （南明永历帝朱由榔累谥） |                                                                 | 朱常洵               | 1586年2月22日－1641年3月2日 （55岁8天）    | －       | －                                                                                          | 熙陵     |
|                                   | －                                                              | 赧皇帝（监国鲁王朱以海谥）                                      | 朱由崧               | 1607年9月5日－1646年7月1日 （38岁299天）   | 弘光     | 1644年6月7日—19日（监国） （12天） 1644年6月19日－1645年6月15日（皇帝） （361天）           | －       |
| 质宗 （监国鲁王朱以海尊上庙号）   | 安皇帝（监国鲁王朱以海改谥）                                    |                                                                 | 朱由崧               | 1607年9月5日－1646年7月1日 （38岁299天）   | 弘光     | 1644年6月7日—19日（监国） （12天） 1644年6月19日－1645年6月15日（皇帝） （361天）           | －       |
| 安宗 （南明永历帝朱由榔尊上庙号） | 奉天遵道宽和静穆修文布武温恭仁孝简皇帝 （南明永历帝朱由榔谥）   |                                                                 | 朱由崧               | 1607年9月5日－1646年7月1日 （38岁299天）   | 弘光     | 1644年6月7日—19日（监国） （12天） 1644年6月19日－1645年6月15日（皇帝） （361天）           | －       |
|                                   | －                                                              | 潞闵王（隆武帝朱聿键谥）                                        | 朱常淓（潞王监国）   | 1608年－1646年                             | －       | 1645年7月1日—6日（监国） （5天）                                                            | －       |
| 鲁王监国政权                      |                                                                 |                                                                 |                      |                                            |          |                                                                                             |          |
|                                   | －                                                              | －                                                              | 朱以海（鲁王监国）   | 1618年－1662年                             | －       | 1645年9月7日－1653年3月或4月（监国）                                                        | －       |
| 靖江王监国政权                    |                                                                 |                                                                 |                      |                                            |          |                                                                                             |          |
| －                                | －                                                              | －                                                              | 朱亨嘉（靖江王监国） | ？－1646年                                 | 興業     | 1645年9月22日—10月14日（监国） （22天）                                                     | －       |
| 唐王政权                          |                                                                 |                                                                 |                      |                                            |          |                                                                                             |          |
| －                                | －                                                              | 唐敬王（嘉靖帝朱厚熜谥）                                        | 朱宇温               | 1485年－1560年                             | －       | －                                                                                          | －       |
| －                                | －                                                              | 惠皇帝（南明隆武帝朱聿键追谥）                                  | 朱宇温               | 1485年－1560年                             | －       | －                                                                                          | －       |
| －                                | －                                                              | 唐顺王（嘉靖帝朱厚熜谥）                                        | 朱宙栐               | 1538年－1564年                             | －       | －                                                                                          | －       |
| －                                | －                                                              | 顺皇帝（南明隆武帝朱聿键追谥）                                  | 朱宙栐               | 1538年－1564年                             | －       | －                                                                                          | －       |
| －                                | －                                                              | 唐端王（崇祯帝朱由检谥）                                        | 朱硕熿               | ？－1632年                                 | －       | －                                                                                          | －       |
| －                                | －                                                              | 端皇帝（南明隆武帝朱聿键追谥）                                  | 朱硕熿               | ？－1632年                                 | －       | －                                                                                          | －       |
| －                                | －                                                              | 唐裕王（朱聿键继承唐王时追谥）                                  | 朱器墭               | ？                                         | －       | －                                                                                          | －       |
| －                                | －                                                              | 宣皇帝（南明隆武帝朱聿键追谥）                                  | 朱器墭               | ？                                         | －       | －                                                                                          | －       |
|                                   | 绍宗 （南明永历帝朱由榔尊上庙号）                               | 配天至道弘毅肃穆思文烈武敏仁广孝襄皇帝 （南明永历帝朱由榔追谥） | 朱聿键               | 1602年5月25日－1646年10月6日 （44岁134天） | 隆武     | 1645年7月21日—8月18日（监国） （28天） 1645年8月18日—1646年10月6日（皇帝） （1年49天）      | －       |
| －                                | －                                                              | －                                                              | 朱聿𨮁               | 1605年－1647年1月20日 （约42岁19天）       | 绍武     | 1646年12月11日－1647年1月20日 （40天）                                                      | －       |
| －                                | －                                                              | －                                                              | 朱常清（淮王监国）   | ？－1649年                                 | 东武     | 1648年1月或2月－11月或12月（监国）                                                          | －       |
| 桂王政权                          |                                                                 |                                                                 |                      |                                            |          |                                                                                             |          |
| －                                | －                                                              | 桂端王（南明谥）                                                | 朱常瀛               | 1601年－1645年                             | －       | －                                                                                          | －       |
| －                                | 礼宗 （南明永历帝朱由榔追尊）                                   | 体天昌道庄毅温弘兴文宣武仁智诚孝端皇帝 （南明永历帝朱由榔追谥） | 朱常瀛               | 1601年－1645年                             | －       | －                                                                                          | －       |
|                                   | 昭宗 （延平王郑经尊上庙号）                                     | 应天推道敏毅恭俭经文纬武礼仁克孝匡皇帝 （延平王鄭經谥）         | 朱由榔               | 1623年11月1日－1662年6月1日 （38岁212天）  | 永曆     | 1646年11月16日—12月24日（监国） （38天） 1646年12月24日－1662年6月1日（皇帝） （15年159天） | －       |

## 時間軸
图例：
- 橙色 表示明朝皇帝
- 青色 表示南明皇帝